# Bruce Kingsbury
Bruce Steel Kingsbury, né le 8 janvier 1918 à Melbourne et mort le 29 août 1942 à Isurava, est un soldat australien lors de la Seconde Guerre mondiale.
Au cours de la bataille d'Isurava, une des batailles de la campagne de la piste Kokoda en Nouvelle-Guinée britannique, sa bravoure au combat lui permet de recevoir la croix de Victoria de manière posthume.
Il est le premier militaire à recevoir la croix de Victoria pour des actions dans le Pacifique sud et dans le territoire australien.

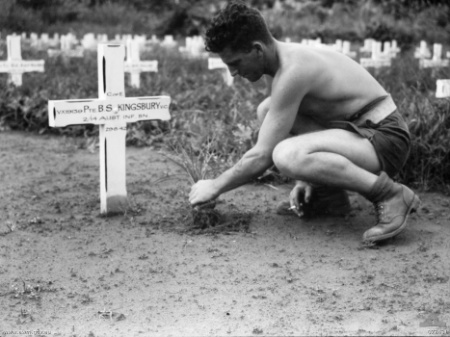
Tombe de Bruce Kingsbury.